# Kukulcania
Kukulcania là một chi nhện trong họ Filistatidae.

## Hình ảnh

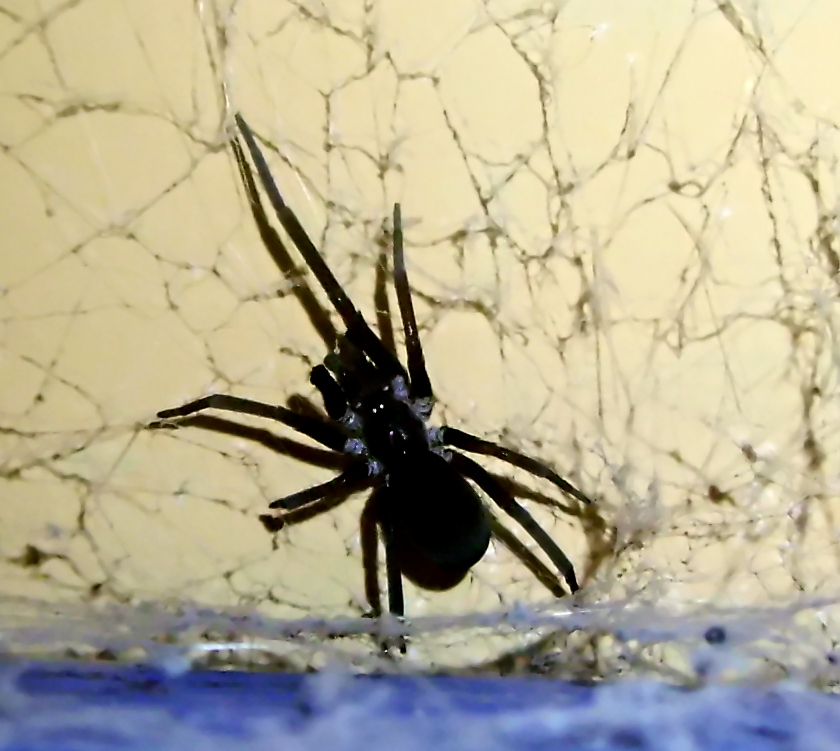